# Dimas Fernández Barrantes
Dimas Hugo Fernández Barrantes (25 de marzo de 1943) es un educador y fue rector de la Universidad Peruana Los Andes hasta el año 2011.

## Biografía
Es un docente universitario adscrito a la Facultad de Educación y Ciencias Humanas de la Universidad Peruana Los Andes desde agosto de 1986, así como en otras universidades peruanas. Tiene el grado de Doctor en educación otorgado por la Universidad Nacional de Trujillo en 1972 y es investigador con aportes en la pedagogía moderna.
Dimas Fernández Barrantes desde muy joven tuvo afición a la poesía, en 1975 publicó su poemario Las manos en el fuego. Dimas Fernández Barrantes fundó el grupo de artes y letras "Xauxal" con el maestro Hugo Orellana Bonilla ya fallecido.

## Premios y distinciones
- 1972: Obtuvo la distinción Madre Teresa de Calcuta por sus aportes en el campo de la axiología y los valores reconocido por los doctorados desarrollados en la Universidad Nacional de Trujillo y en la Universidad Nacional de Educación Enrique Guzmán y Valle - La Cantuta.
- 2007: La Universidad Nacional de Tumbes (UNT), otorga el grado de doctor honoris causa.
- 2007: Academia Diplomática del Perú, la Organización de Estados Iberoamericanos, la Sociedad Civil Sembrando Valores galardona como Mejor Rector de la Zona Centro del Perú.[3]
- 2008: la Universidad Nacional Hermilio Valdizán de Huánuco (UNHEVAL), también le confirió el grado de doctor honoris causa[4]